# Arma d'assedio

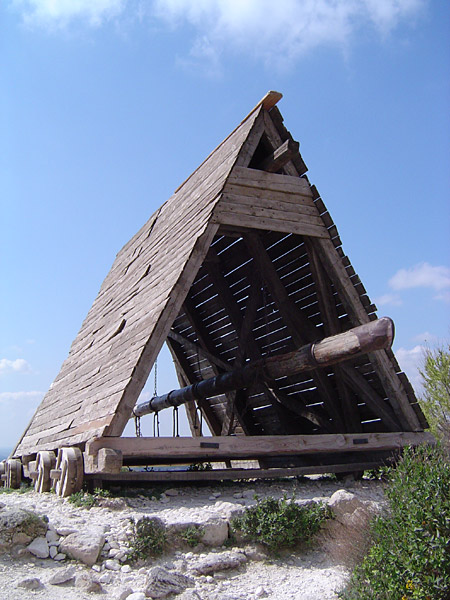
Replica moderna di un ariete al Castello di Les Baux-de-Provence

Un'arma d'assedio (o macchina d'assedio) è un meccanismo destinato ad essere usato durante un assedio per distruggere delle fortificazioni come mura o porte. Le armi d'assedio possono essere in una gran varietà di tipi: esempi sono le torri d'assedio (che permettono ai soldati di passare oltre le mura), gli arieti (per distruggere mura e porte) e le catapulte per lanciare proiettili a distanza.
Le armi d'assedio sono spesso grandi, e possono raggiungere le dimensioni di un edificio. Dall'antichità fino allo sviluppo della polvere da sparo, erano costruite generalmente in legno, usando corde e cuoio con alcuni pezzi di metallo; accumulavano energia attraverso la torsione di materiali elastici o il sollevamento di contrappesi, sfruttando anche il guadagno meccanico. Con l'avvento della polvere da sparo e miglioramenti nella metallurgia, le principali armi d'assedio sono diventate le bombarde e l'artiglieria pesante.